# Lee Joon-ho
Pour les articles homonymes, voir Lee.
Dans ce nom coréen, le nom de famille, Lee, précède le nom personnel.
Lee Joon-ho, né le 7 septembre 1965 à Séoul, est un patineur de vitesse sur piste courte sud-coréen.

## Palmarès
- Médaillé d'or en relais sur 5 000 m aux Jeux olympiques d'hiver de 1992 à Albertville
- Médaillé de bronze sur 1 000 m aux Jeux olympiques d'hiver de 1992 à Albertville
- Médaillé d'or sur 3 000 m aux Jeux olympiques d'hiver de 1988 (en démonstration) à Calgary